# Magdalene Madaus
Magdalene Johanne Marie Madaus geb. Heyer (* 12. Januar 1857 in Magdeburg; † 3. Januar 1925 in Dresden) war eine deutsche Heilpraktikerin und Homöopathin, die die Grundlage für das von ihren Söhnen gegründete Unternehmen Madaus schuf.

## Leben und Wirken
Madaus war die Tochter eines Juweliers und arbeitete viele Jahre im Geschäft der Eltern. Vermutlich 1885 heiratete sie in Magdeburg den altlutherischen Pfarrer Heinrich Friedrich Pieter Madaus (1853–1915). Das Ehepaar verlegte nach der Hochzeit seinen Wohnsitz nach Fürth im Saarland, wo die Tochter Eva als erstes von sieben Kindern zur Welt kam. Da das Einkommen in Fürth nicht ausreichte, übernahm Heinrich Friedrich Pieter Madaus fast zwei Jahre später eine neue Stelle in Nestau bei Uelzen, wo die Kinder Susi, Hanna und Gerhard (1890–1942) geboren wurden. Kurze Zeit später verlegte die Familie den Wohnsitz nach Langenberg im Rheinland, wo Heinrich Friedrich Pieter Madaus als Hilfspastor arbeitete. Magdalene Madaus gebar dort die Kinder Agnes und Friedemund (* 1894).
Im Jahr 1895 zog die Familie Madaus nach Radevormwald, wo Heinrich Friedrich Pieter Madaus als Pfarrer der Michaelisgemeinde arbeitete und 1896 der Sohn Hans geboren wurde. Aufgrund der geringen Entlohnung bemühte sich das Ehepaar Madaus um anderweitige Einnahmen und kaufte eine Kuh, Hühner und Schweine, was zu Diskussionen der örtlichen Bewohner führte, die jedoch keine Rücksicht auf die Bedürfnisse einer Familie mit vielen Kindern nahmen.
Magdalene Madaus hatte mehrere Fehlgeburten erlitten und oftmals gesundheitliche Probleme. Ihre Kinder erkrankten häufig und ihr Sohn Hans litt an der Kinderlähmung. Aus diesem Grund besuchte sie für 14 Tage Emanuel Felke in Repelen, wo sie zunehmend genas und ihr Sohn Hans das Laufen erlernte. Aufgrund der dort erlebten Erfolge der Augendiagnose und Felkes homöopathischer Komplextherapie beschloss Madaus, sich nach der Rückreise auf die Homöopathie zu konzentrieren. Felke beschäftigte sie danach für zwei Wochen als Assistentin.
Madaus schuf danach an ihrem Pfarrhaus in Radevormwald einen kleinen Kräutergarten und baute dort Naturheilprodukte für ihre Familie und die Einwohner an. Sie erteilte ärztliche Ratschläge, für die sie stark kritisiert und von der Synode kontrolliert wurde. Ihr Mann starb nach mehreren Schlaganfällen im Jahr 1915. Madaus zog nach Bonn, kreierte eigene Präparate (Komplexmittel) und schuf 1916 das Werk Lehrbuch über Irisdiagnose. Mit Ergänzung von anderen Diagnosen durch Physiognomik, Chirosophie, Naturelle usw. Ferner: Neue Rezeptierung – Therapie, das bei Carl Georgi in Bonn erschien. 1921 und 1926 folgten bei P. Rohrmoser in Bonn zwei jeweils verbesserte Auflagen. 1993 wurde in Blagoewgrad bzw. in Sofia die zweite Auflage auf Bulgarisch und in kyrillischer Schrift als Irisova diagnoza herausgegeben.
Ebenfalls in Bonn gründete Madaus das Lehrinstitut „Iris“, in dem sie Leute in ihrem „eigenen System“ ausbildete. Sie selbst erhielt einen Dr. h. c. der American School of Naturopathy in New York des deutschstämmigen Lebensreform-Anhängers Benedict Lust.
Madaus Söhne Gerhard, Hans und Friedmund griffen ihre Ideen auf und gründeten im Jahr 1919 darauf basierend die Dr. Madaus & Co., die die von der Mutter kreierten Komplexmittel herstellten.

## Schriften
- Arzneimittellehre und praktisches Rezeptierbuch. 1911.
- Taschen-Rezeptierbuch für Konstitutionsbehandlung. o. J. (6. Aufl. 1931/1932).
- Lehrbuch über Irisdiagnose. Mit Erg. von anderen Diagnosen, Physiognomik, Chirologie usw. 3. verb. Aufl., P. Rohrmoser, Bonn a. Rhein [1926].
- Irisova diagnoza. Prevod ot nemski Ivanka Kadieva, 2. izd. (in kyrill. Schr., bulg.), Izd. Orbel, Blagoevgrad [1993], ISBN 954-496-008-2; Izd. Briz, Sofija [1993], ISBN 954-8241-01-3.